# Georg Blädel
Georg Blädel, genannt Blädel Schorsch (* 31. Januar 1906 in München; † 26. Juli 1990 ebenda), war ein deutscher Volkssänger und Schauspieler.

## Leben

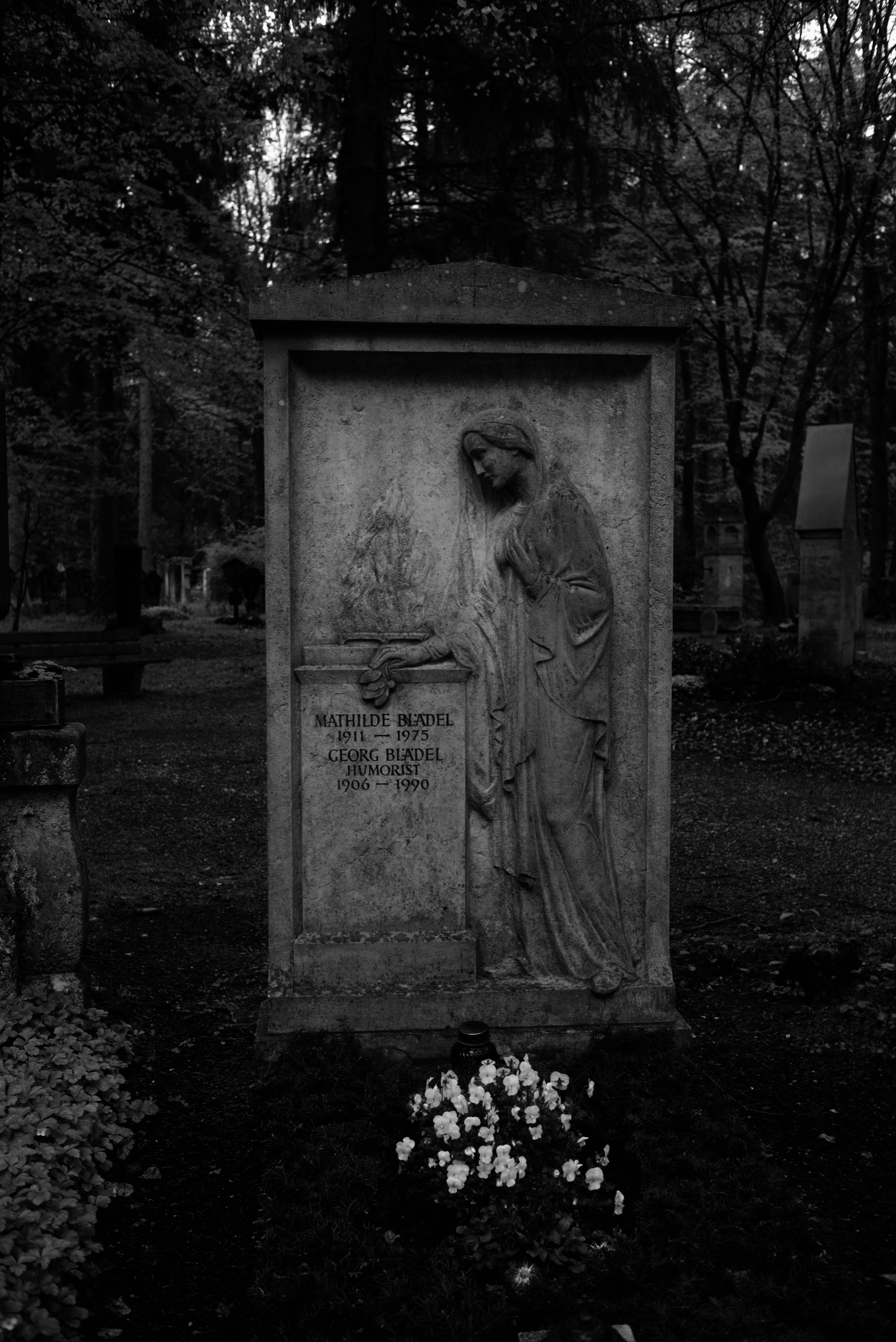
Grabstelle von Georg Blädel auf dem Waldfriedhof in Großhadern

Sein Vater war der zu seiner Zeit bekannte Münchner Volkssänger Hans Blädel (†  9. September 1937). Georgs Bruder Hans wurde ebenfalls Unterhaltungskünstler. „Schorsch“ Blädel selbst trat vorrangig als Sänger und Komiker auf Münchner Volksbühnen in Erscheinung. Einige dieser Stücke wurden auch für den Rundfunk aufgenommen, so unter anderem Der Spatz. Markenzeichen des hochgewachsenen Darstellers war die prägnante Artikulation des „B“ in seinem Nachnamen oder bei Aussprüchen wie „in a Brezn beißn“.
Bundesweit bekannt wurde er mit der Rolle des Gerichtswachtmeisters in der erfolgreichen TV-Serie Königlich Bayerisches Amtsgericht (1969–1972). In den 1970er Jahren war er in mehreren Folgen der Tatort-Reihe zu sehen. Kurz nach Beendigung der Dreharbeiten zu dem Filmdrama Das schreckliche Mädchen (Regie: Michael Verhoeven), in dem er einen General a. D. verkörperte, starb Blädel im Alter von 84 Jahren.
Seine Grabstätte befindet sich auf dem Waldfriedhof in München, Alter Teil.

## Filmografie
- 1952: Der weißblaue Löwe
- 1957: Der kühne Schwimmer
- 1962: Muß i denn zum Städtele hinaus
- 1963: Der Dübel
- 1963: Fenster zum Hof
- 1963: Verärgert mir die Meister nicht
- 1965: Die Pfingstorgel
- 1969–1972: Königlich Bayerisches Amtsgericht
- 1973: Tatort: Tote brauchen keine Wohnung
- 1974: Goldfüchse
- 1976: Tatort: Wohnheim Westendstraße
- 1978: Sachrang
- 1979: Der Ruepp
- 1979: Tatort: Maria im Elend
- 1980: … und die Tuba bläst der Huber (Fernsehreihe)
- 1981: Tatort: Im Fadenkreuz
- 1990: Das schreckliche Mädchen

## Auszeichnungen
- 1979: Bayerischer Poetentaler
- 1981: Medaille „München leuchtet“
- 1988: Bundesverdienstkreuz am Bande